# 瀆山大玉海

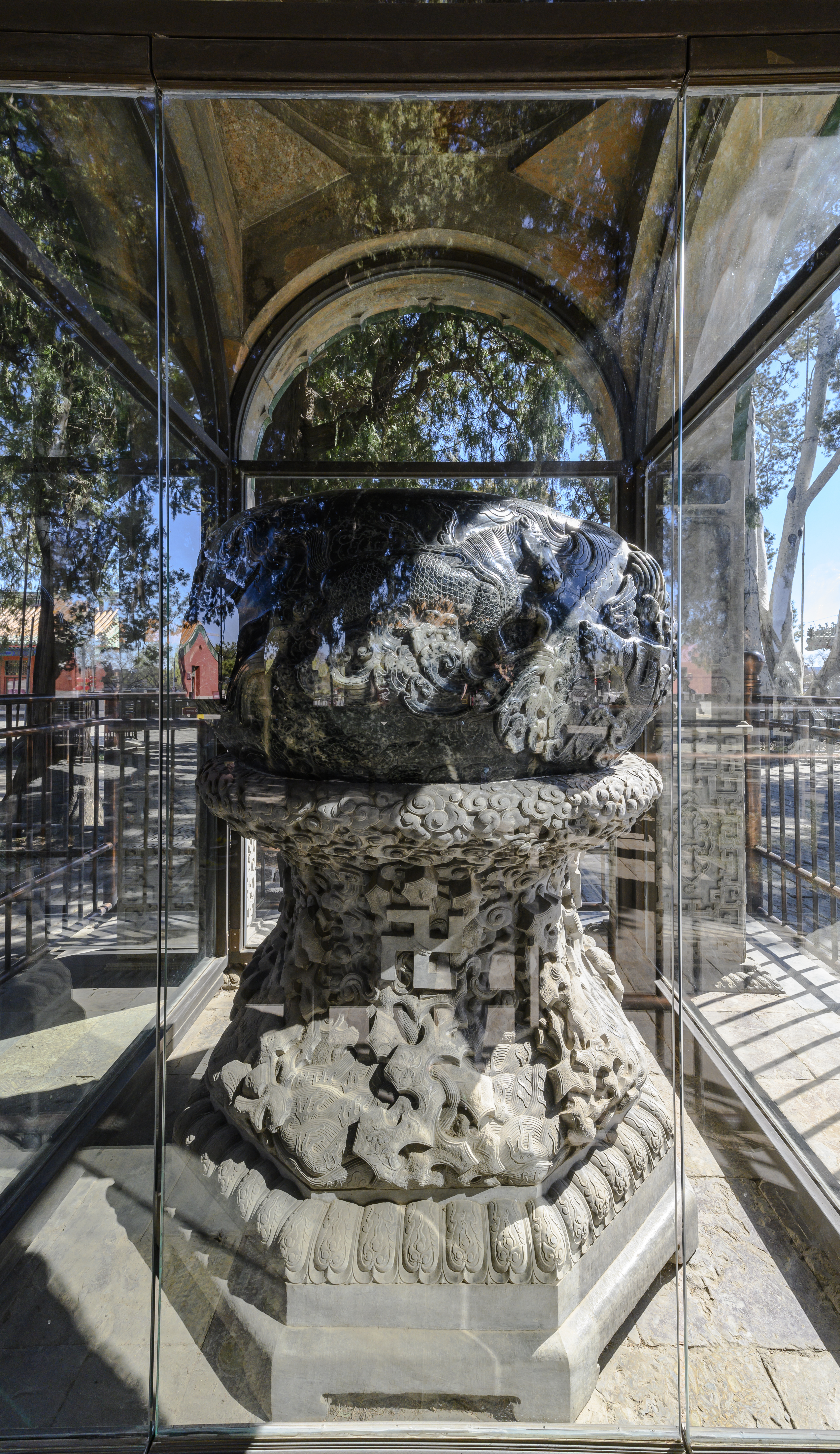

瀆山大玉海，是中国北京的一塊著名巨型石器。玉海一般用作盛酒的大型器皿。瀆山大玉海原為北宋宋徽宗的花石綱，為汴梁艮岳採辦無數石材中其中一塊。及後在金人佔領汴京城之後被移至北海。瀆山大玉海現時的外貌黃黑，又有裂縫。之所以會失去玉的光彩可歸咎於保存不當所致。

## 歷史
渎山大玉海是蒙古帝国君主忽必烈的玉器。至元二年（1265年），瀆山大玉海的雕刻工序完畢，並被置於廣寒殿，即現今北海公園白塔處。在明代至清代初年，玉海被移至西華門外的真武廟。廟內的道人曾用它作為菜甕醃菜。至乾隆十年（1745年），瀆山大玉海被重新發現，乾隆帝以千金易得，並置它於承光殿（北海團城）。乾隆十四年（1749年），乾隆帝建造玉甕亭，將瀆山大玉海陳設在亭之內，再配以漢白玉雕花石座作襯托。他又命四十名翰林學士各賦詩一首，刻於亭柱之上。玉海自雕刻工序完成以來經歷過合共四次刮苔修整，才能恢復本來的面貌。1988年，在北京法源寺内发现原配底座。

## 玉器資料
瀆山大玉海高70厘米，內部空無一物。而口徑則為135至182厘米，其最大週長達493厘米，膛深55厘米，重達3500公斤。工匠隨形設計和加工玉海，一方面量材取料。另一方面，也因材施藝。玉海的玉身碾琢了隱起的波濤、海龍、海馬、海羊、海豚、海犀、海蛙、海螺、海魚、海鹿等共十三種海中瑞獸。當中的雕刻栩栩如生，且氣勢宏偉。而造型就顯得敦重古樸，粗獷豪放。瀆山大玉海可以貯三十石酒，在元朝時是最大的帝王玉。直至現在，玉海仍然是一件膾炙人口的國寶。其雕刻工藝體現了宋元兩代的高水平琢玉技術。

## 玉料来源
乾隆帝认为玉料就來自瀆山（今重庆市巫山）的蜀玉。另一种说法是新疆和田玉或墨玉。近年来有人提出，玉料为河南独山玉。

## 外部連結
- 瀆山大玉海貌 （页面存档备份，存于）
- 北海御苑－團城－瀆山大玉海